# Iron Maiden
Iron Maiden is een metalband die in 1975 werd opgericht in Leyton, een wijk in het oosten van Londen. De groep wordt vaak gezien als een van de meest kenmerkende en invloedrijke van hun stroming in het heavymetalgenre: de new wave of British heavy metal. De naam Iron Maiden verwijst naar een foltertuig, de IJzeren maagd, een ijzeren kist met pinnen aan de binnenkant die kon dichtklappen. Iron Maiden heeft een zeer uniek geluid dat zich voornamelijk kenmerkt door galopperende ritmes, meerstemmige gitaarmelodieën, overheersende bas en complexe, lange gitaarsolo's (vaak afwisselend tussen de gitaristen die elk hun eigen "sound" hebben).
De band heeft wereldwijd ruim 100 miljoen albums verkocht zonder ooit echt "mainstream" te zijn geweest.
De teksten van de groep gaan vaak over oorlogsgeschiedenis (Aces High, Passchendale, The Longest Day, Brighter Than a Thousand Suns, The Trooper, Alexander the Great, e.d.) alsook over klassieke mythologie (bijvoorbeeld Flight of Icarus), sciencefiction (onder meer de cd Seventh Son of a Seventh Son), en klassieke Engelse literatuur (bijvoorbeeld Rime of the Ancient Mariner).
De basgitarist en tevens leider van de groep is Steve Harris. De andere leden zijn Bruce Dickinson (zang), Dave Murray (gitaar), Adrian Smith (gitaar), Janick Gers (gitaar) en Nicko McBrain (drums). Steve Harris is de enige die sinds het begin lid is. Bekende nummers van de band zijn o.a. The Number of the Beast, Run to the Hills, Hallowed Be Thy Name, Wasted Years, Can I Play with Madness, The Evil that Men Do, 2 Minutes to Midnight, The Trooper en Fear of the Dark.

## Geschiedenis

### Beginjaren (1975-1982)
Iron Maiden werd in 1975 rond Kerstmis opgericht door de bassist Steve Harris nadat zijn eerste bands, Gypsy's Kiss en Smiler, geen interesse hadden in Steves zelfgeschreven materiaal en niet te spreken waren over zijn actieve rondrennende houding op het podium. Een paar maanden na de oprichting werd gitarist Dave Sullivan opgevolgd door Dave Murray, die sindsdien vast lid is.
In 1977 werd eerste zanger Paul Day vervangen door Dennis Wilcock, die verantwoordelijk wordt gehouden voor het ontstaan van een vroege versie van bandmascotte Eddie. Wilcock heeft zelf toegegeven dat hij niet meer in de band wilde zijn en werd in 1978 vervangen door zanger Paul Di'Anno. Op 31 december 1978 werden 4 nummers opgenomen. 3 van de 4 nummers werden als de The Soundhouse Tapes 7" uitgebracht. De single werd 5000 keer verkocht, maar de band zei dat ze er 15 000 verkocht hadden, zodat het meer indruk wekte. De band zou pas in 1980 hun eerste volledige album uitbrengen, Iron Maiden. Vooral het nummer Running Free was populair. De leden ten tijde van het debuutalbum waren Steve Harris (basgitaar), Dave Murray (gitaar), Clive Burr (drums), Dennis Stratton (gitaar) en Paul Di'Anno (zanger).
Het allereerste optreden van Iron Maiden buiten Groot-Brittannië vond plaats in België. Dit was op 5 april 1980 te Kortrijk op het Wheel Pop Festival. Headliner was toen Nazareth.
Op 5 oktober 1980 speelde Iron Maiden voor het eerst in Nederland in de Groenoordhallen in Leiden, als voorprogramma van KISS.
Tijdens het najaar van 1980 werd de gitarist Dennis Stratton vervangen door Adrian Smith, een goede vriend van Dave Murray. In 1981 bracht Iron Maiden zijn tweede album uit: Killers. Het album bestond uit materiaal dat al vóór het debuutalbum was geschreven en twee nieuwe nummers, het titelnummer en Murders in the Rue Morgue. Killers bevatte de eerste hits van de band en zorgde voor een kleine doorbraak in de Verenigde Staten. Tijdens de Killers World Tour deed de band ook Japan aan. Liveopnamen in Japan werden uitgebracht onder de titel Maiden Japan.
Tegen het einde van 1981 werd zanger Paul Di'Anno echter vervangen door ex-Samson-zanger Bruce Dickinson vanwege Di'Anno's overmatige drug- en drankgebruik en andere omstandigheden. Bandleider Steve Harris ontsloeg Di'Anno. De stem van Dickinson bleek ook beter bij de steeds epischer heavymetalsound van de band te passen.

### De Gouden Jaren (1982-1989)
Het eerste album met deze nieuwe zanger, The Number of the Beast, werd een enorm succes en wordt tot op de dag van vandaag beschouwd als een absolute klassieker in het heavy-metalgenre. Het album kwam in het Verenigd Koninkrijk zelfs direct op nummer 1 binnen.
Iron Maiden ging op hun eerste echte wereldtournee, die hen onder andere naar de Verenigde Staten, Japan en Australië voerde. Het is ook in deze periode dat de groep in de Verenigde Staten onder vuur kwam te liggen van christelijke religieuze groeperingen die hen ervan verdachten satanisten te zijn. Dit vanwege de soms sinistere teksten waarin openlijk de naam van de duivel vermeld werd.
Na het succes van The Number of the Beast kwam de band in wat door fans weleens "the golden years" genoemd wordt. De drummer Clive Burr werd vervangen door Nicko McBrain, omdat Clive Burr fysieke problemen ondervond (die later multiple sclerose bleken te zijn). De groep bestond op dat moment uit Steve Harris (basgitaar), Bruce Dickinson (zanger), Dave Murray (gitaar), Adrian Smith (gitaar) en Nicko McBrain (drummer). De drie albums die door de groep in deze samenstelling werden uitgebracht, werden allemaal platina: Piece of Mind (1983), Powerslave (1984) en Somewhere in Time (1986). Iron Maiden was een ware publiekstrekker geworden.
In 1988 ging de band een meer alternatieve richting uit met hun zevende album, Seventh Son of a Seventh Son. Dit was een conceptalbum (gebaseerd op een boek van sciencefictionschrijver Orson Scott Card) waarin het verhaal verteld werd van een mythisch kind dat geboren werd met paranormale gaven. De liedjes op dit album klonken wat anders dan die op het vorige, dit doordat de band met keyboards en synthesizers experimenteerde. Dit leidde ertoe dat een aantal fans gingen beweren dat Iron Maiden hun "heavy metal roots" verraden hadden. Deze stelling werd nog kracht bijgezet toen gitarist Adrian Smith de band verliet omdat hij niet tevreden was met de nieuwe richting die de groep uitging. Ondanks deze stellingen werd dit het tweede album voor Iron Maiden dat direct op nummer 1 binnenkwam in de Britse hitlijsten.

### Jaren van achteruitgang (1990-1993)
Na lang zoeken werd Janick Gers gekozen als vervanger van Smith. Gers had ook al meegespeeld op een soloalbum van zanger Bruce Dickinson. In 1990 bracht de band het album No Prayer for the Dying uit. Ondanks de wat lauwe ontvangst en kritieken leverde het album de eerste nummer 1-single af voor Iron Maiden met het nummer Bring your daughter to the slaughter. Dit nummer was eigenlijk door Bruce Dickinson geschreven voor zijn eerste soloalbum; Steve Harris kocht het nummer echter van Bruce Dickinson, het paste niet bij de rest van het materiaal. Het nummer is ook op de soundtrack van de film A Nightmare on Elm Street 4 gebruikt.
Fear of the Dark, uitgebracht in 1992, was het tweede album uit deze periode. Van de twaalf composities zijn de nummers Childhood's End, Afraid to Shoot Strangers, Be Quick or be dead en het nog altijd immens populaire titelnummer. In 1992 mocht Iron Maiden voor de tweede keer het Monsters of Rock-festival in Donington (Verenigd Koninkrijk) headlinen, wat later ook op cd zou worden uitgebracht. Halverwege 1993 verliet zanger Dickinson de band om aan soloprojecten te werken. Iron Maiden had een dieptepunt bereikt.

### Blaze Bayley-periode (1994-1999)
In 1994 werd de jonge Blaze Bayley aangetrokken om Dickinson te vervangen. Met deze zanger bracht de band twee albums uit: The X Factor (1995) en Virtual XI (1998). Bayley bleek een getalenteerd artiest te zijn, maar miste de uitstraling en vooral het stemvermogen van Bruce Dickinson. Ook bleek Bayley allergisch te reageren op bepaalde omgevingen, waardoor tournees moesten worden ingekort. Ook binnen de band was Bayley niet vrij van controverse: met name de drummer, Nicko McBrain, had de pijnlijke gewoonte om tijdens optredens de nieuwe zanger uit te lachen.
De meningen over Blaze Bayley zijn verdeeld. Er zijn fans die vinden dat hij het prima heeft gedaan, maar anderen zijn van mening dat hij nooit voor Iron Maiden had mogen zingen. Over het algemeen wordt Bayleys werk wel gewaardeerd. Vooral The X Factor wordt gezien als een goed album. Bayley had echter de pech dat hij Dickinson moest opvolgen en dat bleek een onmogelijke opgave.
Begin februari 1999 nam de band afscheid van Blaze Bayley en maakte bekend dat Bruce Dickinson terugkeerde en als een verrassing kwam ook gitarist Adrian Smith terug, maar zijn opvolger Janick Gers bleef. Dit had tot gevolg dat Iron Maiden voortaan drie gitaristen telde. Een reünietournee rond het computerspel Ed Hunter volgde. Ironisch feit aan deze tournee is dat Blaze Bayley juist de grootste aandrijver was achter het spel Ed Hunter.

### Recente geschiedenis (2000-heden)
In 2000 bracht de band hun eerste album uit met deze nieuwe samenstelling: Brave New World. De nummers waren langer geworden en de thematiek van de teksten duister en diepgaand. De band ging op een nieuwe wereldtournee die afgesloten werd in januari 2001 met een optreden op het beroemde Rock in Rio-festival. Dit optreden voor een enorm publiek van 250.000 mensen werd opgenomen en later uitgebracht als Rock in Rio. Iron Maiden was terug in vorm.
In 2003 bracht de groep het album Dance of Death uit. Dit album ging voort op de positieve trend die was ingezet met Brave New World en bevatte onder andere het nu reeds klassieke Paschendale, een lied over de veldslag om Passendale tijdens de Eerste Wereldoorlog, ook wel bekend als de Derde Slag om Ieper.
Drummer Nicko McBrain schreef voor het eerst in twintig jaar een nummer dat op het album belandde.
Tijdens de tournee naar aanleiding van dit album trad Iron Maiden op 5 juli 2003 op als hoofdact op Graspop Later dat jaar trad de groep ook op in Nederland. Vanwege stemproblemen werd het concert verplaatst van 5 november naar 13 december.
Op 3 juli 2005 was Iron Maiden opnieuw in Nederland en verzorgde de band de afsluiting van het openluchtpopfestival Bospop in Weert. In een ruim anderhalf uur durend concert voerde de band voor zo'n 15.000 fans alle hits uit van de eerste vier albums. Klein minpuntje voor de band was het slechte geluid op het podium, hoewel het publiek hier weinig tot niets van mee heeft gekregen.
Eind augustus 2005 verscheen een nieuw livealbum van de band, getiteld Death on the Road. Het album bevat opnamen gemaakt tijdens een optreden in de Westfalenhalle Arena, in Dortmund (Duitsland) tijdens de Death on the Road Tour in december 2003. Ook tijdens deze tournee speelden ze op de Graspop Metal Meeting, wederom als hoofdact.
Iron Maiden begon na deze tournee in 2005 aan The Early Days Tour, waarin enkel nummers van de eerste vier albums werden gespeeld. In 2006 ging de groep de studio in voor het 14e album.
Eind augustus 2006 kwam het nieuwe album A Matter of Life and Death uit. Het album bestond uit nummers met een gemiddelde lengte van ruim 7 minuten en was tekstueel nog duisterder. Tevens vielen de invloeden uit de jaren 70 progrock veel meer op dan voorheen. Het album werd door media en fans echter heel enthousiast ontvangen, en door velen (vooral de media) hun beste album sinds Piece of Mind genoemd.
Op 27 november 2006 gaf Iron Maiden een uitverkocht concert in de Brabanthallen 's-Hertogenbosch, een bijzonder concert omdat Iron Maiden het nieuwe album volledig ten gehore bracht. Bruce Dickinson gaf aan hiermee tegemoet te willen komen aan de vele nieuwe fans.
In maart 2007 begonnen de Britten aan een nieuwe tournee. Concerten in Griekenland, Servië en India werden een groot succes. Die tournee werd, in verband met het 25-jarig jubileum van The Number of the Beast, A Matter of the Beast Summer Tour '07 genoemd. Iron Maiden zou vijf nummers van het album uit 1982 spelen, vijf van het nieuwste album en andere klassiekers. In Biddinghuizen sloten ze voor 15.000 mensen de zaterdag van Fields of Rock af. De geluids- en theatertechniek waren perfect en de band was in een uitstekende vorm. De Britten speelden 15 nummers, maar niet het beloofde vijfde nummer van The Number of the Beast. Dit bleek achteraf een marketingtruc te zijn van manager Rod Smallwood. Een week na Fields of Rock was Iron Maiden wederom de hoofdact van de Graspop Metal Meeting.
Begin 2008 bracht Iron Maiden Live After Death uit op dvd, het legendarische optreden van de World Slavery Tour uit 1985 in de Long Beach Arena wordt op de dvd vergezeld door het tweede deel van de History of Iron Maiden en extra beelden van andere optredens uit die periode.
Deze dvd werd uitgebracht om de eropvolgende Somewhere Back in Time World Tour te vergezellen, de grootste toer die Iron Maiden ooit heeft ondernomen. Op het eerste deel van de tournee, dat onder meer India, Australië en Japan aandeed, maakte de band gebruik van hun eigen omgebouwde vliegtuig, Ed Force One genaamd.
Op deze historische tournee speelde Maiden vooral muziek van de albums Powerslave, Somewhere in Time en Seventh Son of a Seventh Son, maar ook klassiekers zoals Hallowed be thy Name en Fear of the Dark passeren de revue.
Tijdens deze tournee kondigde zanger Bruce Dickinson aan dat Iron Maiden er binnenkort weer zou staan met een nieuw album.
Iron Maiden speelde op 29 juni 2008 voor de zesde maal in 13 jaar op het Graspopfestival en sloot het festival af met een ruim twee uur durend concert voor meer dan 50.000 fans. Op 16 augustus 2008 stond de groep in Assen op het TT-circuit op het podium. Bijzonder aan dit concert was de maansverduistering, die in tegenstelling tot de beschrijving van Dickinson geen volledige maar een gedeeltelijke was, in combinatie met een heldere avondhemel. Dickinson maakte het publiek tijdens het nummer Fear of the Dark (hoe toepasselijk) attent op het verschijnsel: "[...] total eclipse in the park. Check it out. Fear of the Dark [...]". Later op de avond, gedurende een speech tussen de reguliere setlist en de bisnummers, wees hij het publiek andermaal op de maansverduistering die achter hen plaatsvond. Hij verzekerde het publiek ervan dat er in de planning van het concert geen rekening gehouden was met de maansverduistering.
Op 4 maart 2010 kondigde de band hun 15e studioalbum aan, dat de titel The Final Frontier zou dragen. Het album verscheen op 16 augustus. In afwachting ervan en als vooruitzicht op de tournee, was het nummer El Dorado gratis te downloaden op de officiële website van de band. Enkele dagen daarna werd de eerste videoclip van het nieuwe album, The Final Frontier, op de officiële website uitgebracht. In deze clip is een zinderende achtervolging in de ruimte te zien met in de hoofdrol de mascotte van Iron Maiden (Eddie). De muziek in de video is een verkorte versie van het titelnummer The Final Frontier.
De groep was in 2010 in de Benelux alleen te zien in België op het pukkelpopfestival te Kiewit (Hasselt).
Op 8 juni 2011 was Iron Maiden te zien in het GelreDome in Arnhem, waar zij een optreden verzorgden dat deel uitmaakte van de The Final Frontier Tour. Op 3 juli 2011 speelde Iron Maiden op Rock Werchter.
Op 15 februari 2012 kondigde Iron Maiden aan dat ze opnieuw op wereldtournee gingen. De tournee, Maiden England geheten (naar de gelijknamige concertvideo uit 1988), begon op 21 juni in Charlotte, North Carolina.
Op 25 juni 2013 deed Iron Maiden, tijdens de Maiden England World Tour, Nederland aan, waar de band in de Amsterdamse Ziggo Dome speelde.
Op 30 juni 2013 speelde Iron Maiden op het Graspop Metal Meeting in Dessel, België.
Op 31 mei 2014 trad Iron Maiden op als slotact op Fortarock te Nijmegen.
Bij zanger Bruce Dickinson werd er net voor kerst 2014 bij een routinecheck een tumor geconstateerd achter op zijn tong. Na een behandeling (chemotherapie en radiologie) is Bruce Dickinson door de specialisten volledig genezen verklaard van tongkanker op 15 mei 2015.
Op 4 september 2015 werd het nieuwe dubbelalbum The Book of Souls uitgebracht, vijf jaar nadat The Final Frontier verscheen. Het is de eerste keer dat er zo veel tijd zit tussen het verschijnen van twee studioalbums. De daaraan gekoppelde 'The Book of Souls World Tour' hielden ze halt in Nederland te Arnhem in de gelredome op 8 juni 2017. In België traden ze tweemaal op tijdens de tournee. In Dessel op het Graspopfestival op 19 juni 2016 en in het sportpaleis te Antwerpen op 22 april 2017.
Op 13 november 2017 maakte de groep bekend dat ze opnieuw door Europa zullen toeren. Deze toer heet 'The Legacy of the Beast tour'. Ze traden op 22 juni 2018 op de Graspop Metal Meeting te Dessel en op 1 juli in Arnhem in het Gelredome. Bij deze tour zal er in 2020 een livealbum uitkomen onder de naam 'Nights of the dead'.
Op 15 juli 2021 bracht de band The Writing On The Wall uit, de eerste single van hun dan nog te verschijnen album Senjutsu. Kort daarna op 19 augustus brachten ze de tweede single uit, genaamd Stratego. In december 2024 werd bekendgemaakt dat drummer Nicko McBrain stopt met toeren, maar hij is nog wel lid van Iron Maiden. Voor live shows wordt hij vervangen door Simon Dawson.
Hij is bekend als drummer van British Lion, een soloproject van Steve Harris.

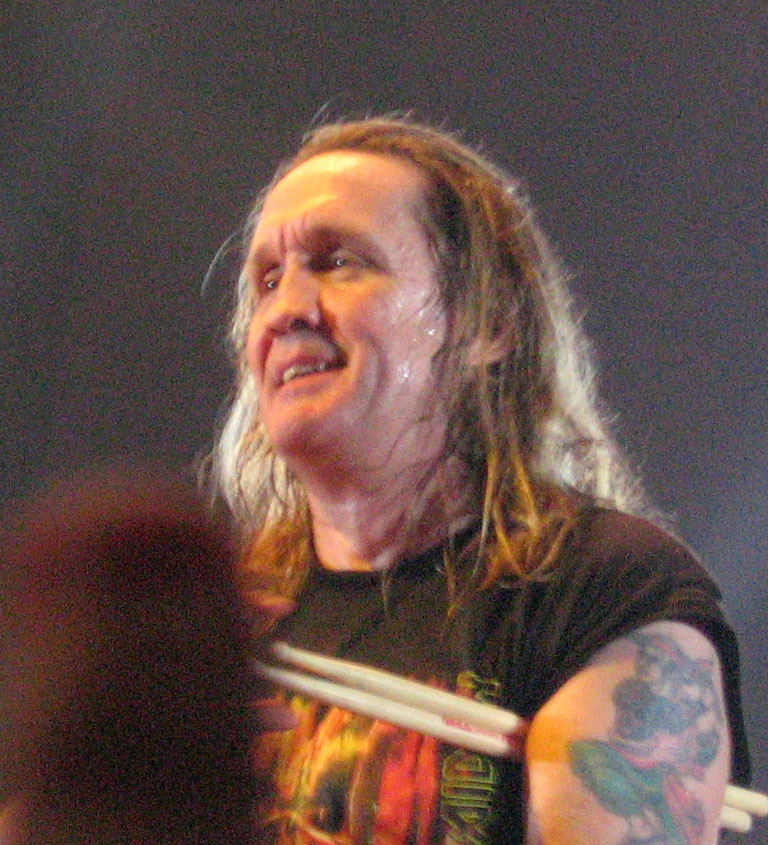
Drummer Nicko McBrain

## Bandleden

### Huidige bandleden
- Steve Harris - basgitaar, achtergrondzang (1975-heden)
- Dave Murray - gitaar (1976-1977; 1978-heden)
- Adrian Smith - gitaar, achtergrondzang (1980-1990; 1999-heden)
- Bruce Dickinson - zang (1981-1993; 1999-heden)
- Nicko McBrain - drums (1983-heden)
- Janick Gers - gitaar (1990-heden)

### Tour leden
- Simon Dawson - drums (2025)[5]

### Voormalige bandleden
- Paul Day - zang (1975-1976)
- Terry Rance - gitaar (1975-1976)
- Dave Sullivan - gitaar (1975-1976)
- Ron Matthews - drums (1975-1977)
- Dennis Wilcock - zang (1976-1978)
- Bob Sawyer - gitaar (1976-1976)
- Terry Wapram - gitaar (1977-1977)
- Barry Purkis (Thunderstick) - drums (1977-1978)
- Tony Moore - keyboard (1977)
- Doug Sampson - drums (1978-1979)
- Paul Di'Anno - zang (1978-1981)
- Paul Cairns - gitaar (1978-1979)
- Paul Todd - gitaar (1979)
- Tony Parsons - gitaar (1979)
- Dennis Stratton - gitaar, achtergrondzang (1979-1980)
- Clive Burr - drums (1979-1982)
- Blaze Bayley - zang (1994-1999)

## Discografie

### Albums
| Album met eventuele hitnotering(en) in de Nederlandse Album Top 100 | Datum van verschijnen | Datum van binnenkomst | Hoogste positie | Aantal weken | Opmerkingen                    |
| ------------------------------------------------------------------- | --------------------- | --------------------- | --------------- | ------------ | ------------------------------ |
| Iron Maiden                                                         | 1980                  | -                     |                 |              |                                |
| Killers                                                             | 1981                  | -                     |                 |              |                                |
| Maiden Japan                                                        | 1981                  | -                     |                 |              | Livealbum                      |
| The number of the beast                                             | 1982-03-22            | 10-04-1982            | 15              | 10           |                                |
| Piece of mind                                                       | 1983                  | 28-05-1983            | 10              | 15           |                                |
| Powerslave                                                          | 1984                  | 15-09-1984            | 11              | 10           |                                |
| Live after death                                                    | 1985                  | 26-10-1985            | 14              | 12           | Livealbum                      |
| Somewhere in time                                                   | 1986                  | 11-10-1986            | 9               | 19           |                                |
| Seventh son of a seventh son                                        | 1988                  | 23-04-1988            | 4               | 18           |                                |
| Maiden England                                                      | 1989                  | 27-11-1989            | -               | -            | Livealbum                      |
| No prayer for the dying                                             | 1990                  | 13-10-1990            | 15              | 8            |                                |
| Fear of the dark                                                    | 1992                  | 23-05-1992            | 16              | 11           |                                |
| A real live one                                                     | 1993                  | 10-04-1993            | 24              | 7            | Livealbum                      |
| A real dead one                                                     | 1993                  | 27-11-1993            | 83              | 5            | Livealbum                      |
| Live at Donington                                                   | 1993                  | -                     |                 |              | Livealbum                      |
| The X factor                                                        | 1995                  | 14-10-1995            | 34              | 7            |                                |
| Best of the beast                                                   | 1996                  | 1996-10-05            | 22              | 9            | Verzamelalbum met Stamboom     |
| A real live / Dead one                                              | 1998                  | -                     |                 |              | Livealbum                      |
| Virtual XI                                                          | 1998                  | 04-04-1998            | 33              | 7            |                                |
| Ed Hunter                                                           | 1999                  | 05-06-1999            | 67              | 3            | Verzamelalbum met computerspel |
| Brave new world                                                     | 2000                  | 03-06-2000            | 16              | 7            |                                |
| Rock in Rio                                                         | 2002                  | 06-04-2002            | 43              | 4            | Livealbum                      |
| Eddie's archive                                                     | 2002                  | -                     |                 |              | Verzamelalbum / Box set        |
| Edward the great - The greatest hits                                | 2002                  | -                     |                 |              | Verzamelalbum                  |
| Dance of death                                                      | 2003                  | 13-09-2003            | 10              | 10           |                                |
| Death on the road                                                   | 2005                  | 03-09-2005            | 39              | 4            | Livealbum                      |
| A matter of life and death                                          | 2006                  | 02-09-2006            | 7               | 10           |                                |
| Somewhere back in time - The best of: 1980-1989                     | 2008                  | 31-05-2008            | 74              | 4            | Verzamelalbum                  |
| Flight 666                                                          | 2009                  | 30-05-2009            | 50              | 1            | Livealbum                      |
| The final frontier                                                  | 2010                  | 21-08-2010            | 2               | 9            |                                |
| From fear to eternity - The best of: 1990-2010                      | 2011                  | 11-06-2011            | 45              | 4            | Verzamelalbum                  |
| En vivo!                                                            | 23-03-2012            | 2012                  | 42              | 2            | Livealbum                      |
| Maiden England '88                                                  | 2013                  | 30-03-2013            | 49              | 1            |                                |
| The Book of Souls                                                   | 2015                  | 12-09-2015            | 1(1wk)          | 17           |                                |
| The Book of Souls: Live Chapter                                     | 2017                  | 27-11-2017            |                 |              | Livealbum                      |
| Senjutsu                                                            | 2021                  | 03-09-2021            |                 |              |                                |

| Album met hitnotering(en) in de Vlaamse Ultratop 200 albums | Datum van verschijnen | Datum van binnenkomst | Hoogste positie | Aantal weken | Opmerkingen                |
| ----------------------------------------------------------- | --------------------- | --------------------- | --------------- | ------------ | -------------------------- |
| The X factor                                                | 1995                  | 21-10-1995            | 19              | 3            |                            |
| Best of the beast                                           | 1996                  | 12-10-1996            | 28              | 3            | Verzamelalbum met Stamboom |
| Virtual XI                                                  | 1998                  | 04-04-1998            | 23              | 3            |                            |
| Brave new world                                             | 2000                  | 03-06-2000            | 12              | 7            |                            |
| Rock in Rio                                                 | 2002                  | 06-04-2002            | 28              | 4            | Livealbum                  |
| Edward the great - The greatest hits                        | 2002                  | 19-07-2003            | 46              | 2            | Verzamelalbum              |
| Dance of death                                              | 2003                  | 13-09-2003            | 4               | 5            |                            |
| Death on the road                                           | 2005                  | 03-09-2005            | 32              | 6            | Livealbum                  |
| A matter of life and death                                  | 2006                  | 02-09-2006            | 8               | 12           |                            |
| Somewhere back in time - The best of: 1980-1989             | 2008                  | 17-05-2008            | 19              | 15           | Verzamelalbum              |
| Flight 666                                                  | 2009                  | 30-05-2009            | 34              | 6            |                            |
| The final frontier                                          | 2010                  | 21-08-2010            | 2               | 12           |                            |
| From fear to eternity - The best of: 1990-2010              | 2011                  | 11-06-2011            | 26              | 13           | Verzamelalbum              |
| En vivo!                                                    | 2012                  | 31-03-2012            | 39              | 10           | Livealbum                  |
| Maiden England '88                                          | 2013                  | 30-03-2013            | 41              | 17           |                            |
| The Book of Souls                                           | 2015                  | 12-09-2015            | 1(1wk)          | 67           |                            |

### Singles
| Single met eventuele hitnotering(en) in de Nederlandse Top 40 | Datum van verschijnen | Datum van binnenkomst | Hoogste positie | Aantal weken | Opmerkingen                              |
| ------------------------------------------------------------- | --------------------- | --------------------- | --------------- | ------------ | ---------------------------------------- |
| The soundhouse tapes                                          | 1979                  | -                     |                 |              | Single in eigen beheer                   |
| Wasted years                                                  | 1986                  | 11-10-1986            | 12              | 7            | Nr. 8 in de Single Top 100 / Alarmschijf |
| Stranger in a strange land                                    | 1986                  | 03-01-1987            | 35              | 3            | Nr. 22 in de Single Top 100              |
| Can I play with madness                                       | 1988                  | 23-04-1988            | 14              | 7            | Nr. 6 in de Single Top 100               |
| The evil that men do                                          | 1988                  | 17-09-1988            | 34              | 3            | Nr. 23 in de Single Top 100              |
| The clairvoyant                                               | 1988                  | -                     |                 |              | Nr. 70 in de Single Top 100              |
| Holy smoke                                                    | 1990                  | 13-10-1990            | 29              | 3            | Nr. 25 in de Single Top 100              |
| Bring your daughter...to the slaughter                        | 1991                  | 09-02-1991            | 30              | 3            | Nr. 17 in de Single Top 100              |
| Be quick or be dead                                           | 1992                  | 09-05-1992            | 27              | 4            | Nr. 26 in de Single Top 100              |
| From here to eternity                                         | 1992                  | 18-07-1992            | tip16           | -            | Nr. 70 in de Single Top 100              |
| Virus                                                         | 1996                  | 28-09-1996            | tip15           | -            | Nr. 48 in de Single Top 100              |
| The angel and the gambler                                     | 1998                  | 21-03-1998            | tip2            | -            | Nr. 52 in de Single Top 100              |
| The wicker man                                                | 2000                  | -                     |                 |              | Nr. 45 in de Single Top 100              |
| Out of the silent planet                                      | 2000                  | -                     |                 |              | Nr. 87 in de Single Top 100              |
| Run to the hills (Live)                                       | 2002                  | -                     |                 |              | Nr. 60 in de Single Top 100              |
| Wildest dreams                                                | 2003                  | -                     |                 |              | Nr. 45 in de Single Top 100              |
| Rainmaker                                                     | 2004                  | -                     |                 |              | Nr. 98 in de Single Top 100              |
| The writing on the wall                                       | 2021                  | -                     | -               | -            |                                          |
| Stratego                                                      | 2021                  | -                     | -               | -            |                                          |

| Single met hitnotering(en) in de Vlaamse Ultratop 50 | Datum van verschijnen | Datum van binnenkomst | Hoogste positie | Aantal weken | Opmerkingen                 |
| ---------------------------------------------------- | --------------------- | --------------------- | --------------- | ------------ | --------------------------- |
| Wasted years                                         | 1986                  | -                     |                 |              | Nr. 24 in de Radio 2 Top 30 |
| Can I play with madness                              | 1988                  | -                     |                 |              | Nr. 28 in de Radio 2 Top 30 |

### NPO Radio 2 Top 2000
| Nummers met noteringen in de NPO Radio 2 Top 2000 | '14 | '15  | '16 | '17 | '18 | '19 | '20 | '21 | '22 | '23 | '24 |
| ------------------------------------------------- | --- | ---- | --- | --- | --- | --- | --- | --- | --- | --- | --- |
| Can I Play with Madness                           | 259 | 208  | 388 | 394 | 373 | 420 | 496 | 571 | 555 | 597 | 641 |
| Fear of the Dark                                  | -   | 1490 | 189 | 168 | 172 | 174 | 207 | 189 | 165 | 161 | 161 |
| Run to the Hills                                  | -   | -    | -   | -   | -   | 255 | 249 | 284 | 263 | 287 | 297 |
| The Trooper                                       | -   | -    | -   | -   | -   | -   | -   | -   | 512 | 507 | 499 |
| Wasted Years                                      | -   | -    | -   | -   | -   | -   | -   | 662 | 589 | 528 | 479 |

1. ↑  Een '-' betekent dat het nummer niet was genoteerd en een vetgedrukt getal geeft de hoogste notering van een nummer aan.
2. ↑  2014 was het eerste jaar met een notering voor Iron Maiden.

### Dvd's
| Dvd's met hitnoteringen in de Nederlandse Music Top 30 | Datum van verschijnen | Datum van binnenkomst | Hoogste positie | Aantal weken | Opmerkingen            |
| ------------------------------------------------------ | --------------------- | --------------------- | --------------- | ------------ | ---------------------- |
| Rock in Rio                                            | 2002                  | 29-06-2002            | 4               | 6            | Live Dvd               |
| Visions of the beast                                   | 2003                  | 14-06-2003            | 6               | 11           | Geschiedenis 1980-2001 |
| The history of - Part 1 - The early days               | 2004                  | 13-11-2004            | 23              | 1            | Live Dvd               |
| Death on the road                                      | 2006                  | 18-02-2006            | 11              | 3            |                        |
| Live after death                                       | 2008                  | 09-02-2008            | 6               | 17           |                        |
| Flight 666                                             | 2009                  | 30-05-2009            | 3               | 20           |                        |
| En vivo! Live at Estadio Nacional, Santiago            | 2012                  | 31-03-2012            | 2               | 22           | Live Dvd               |
| Maiden England '88                                     | 2013                  | 30-03-2013            | 2               | 20           |                        |

### De Zwaarste Lijst
| Nummer                  | '09* | '10* | '11* | '12* | '13 | '14 | '15 | '16 | '17 | '18 | '19 | '20 | '21 | '22 | '23 | '24 | '25 |
| ----------------------- | ---- | ---- | ---- | ---- | --- | --- | --- | --- | --- | --- | --- | --- | --- | --- | --- | --- | --- |
| Fear of the Dark        | 17   | 16   | 14   | 13   | 9   | 3   | 4   | 2   | 3   | 2   | 2   | 4   | 6   | 6   | 6   | 9   | 9   |
| Hallowed Be Thy Name    | 44   | 33   | 39   | 39   | 35  | 44  | 33  | 24  | 51  | 33  | 37  | 50  | 50  | 39  | 51  | 58  | -   |
| Run to the Hills        | 21   | 19   | 11   | 24   | 22  | 26  | 21  | 15  | 28  | 16  | 27  | 25  | 32  | 32  | 32  | 39  | 51  |
| The Number of the Beast | 9    | 5    | 6    | 7    | 2   | 8   | 13  | 8   | 9   | 12  | 16  | 15  | 19  | 26  | 27  | 32  | 37  |
| The Trooper             | 39   | 37   | 42   | -    | 29  | 60  | 48  | 38  | 45  | 43  | 47  | 56  | 56  | 55  | 56  | 62  | -   |

*Tot 2012 had de Zwaarste Lijst 70 plaatsen, dit werd vanaf 2013 veranderd naar 66.

## Overige albums
- The First Ten Years, een serie van 10 cd's en dubbele 12 inchplaten, met alle singles die uitgebracht werden tussen 1980 en 1990. Ook de B-kanten waren inbegrepen en tien afleveringen van Listen with Nicko!, waarin de drummer van de groep lange verhalen hield tegen zijn luisteraars.
- The Essential Iron Maiden, een verzamelalbum dat in 2005 alleen werd uitgebracht in Noord-Amerika.

## Tournees
- Iron Maiden Tour - 1980
- Metal For Muthas Tour - 1980
- Killer World Tour - 1981
- The Beast On The Road - 1982
- World Piece Tour - 1983
- World Slavery Tour - 1984
- Somewhere On Tour - 1986

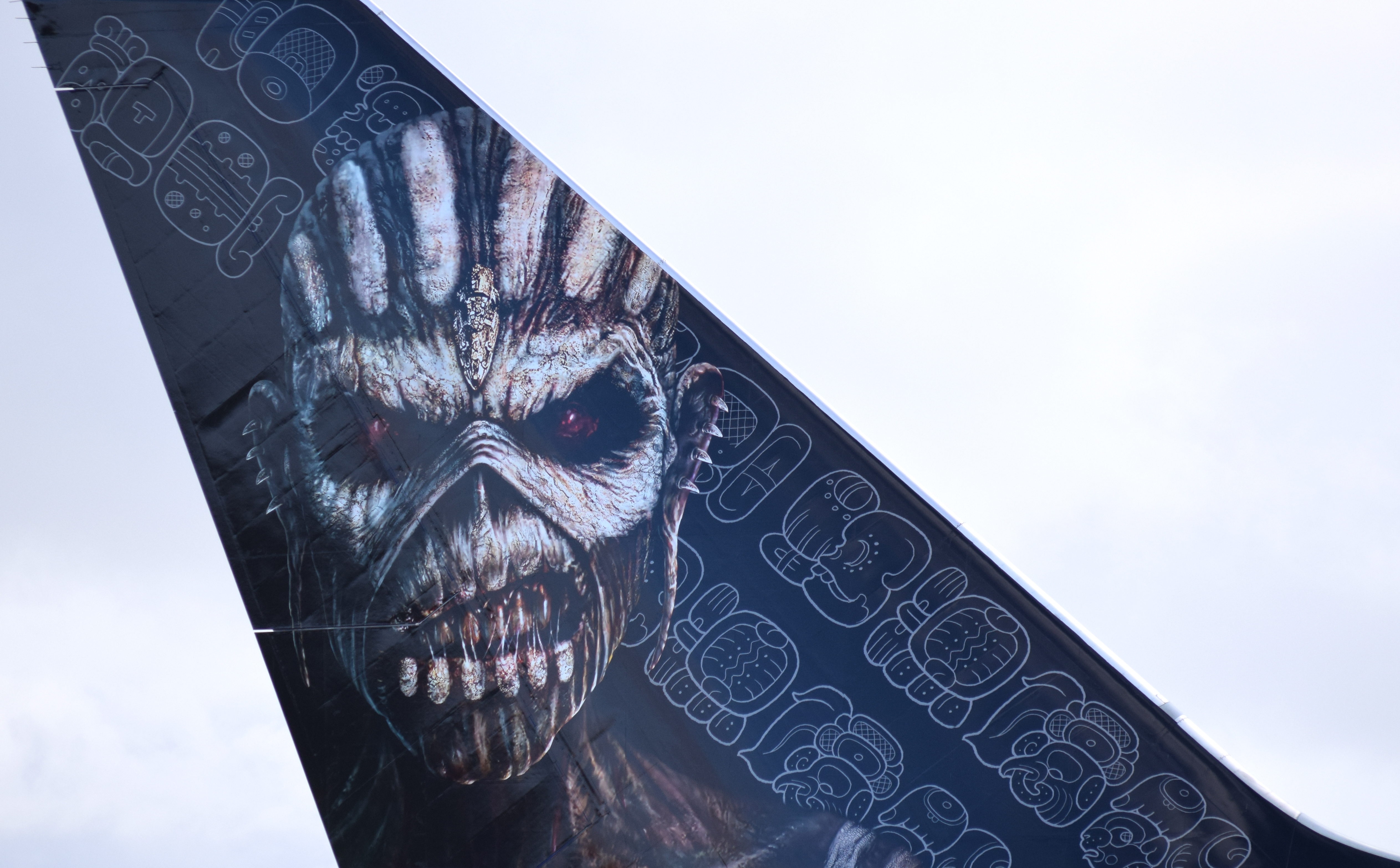
artwork op de staart van Ed Force One, een Boeing 747-400 gebruikt tijdens de Book of Souls World Tour, 2016

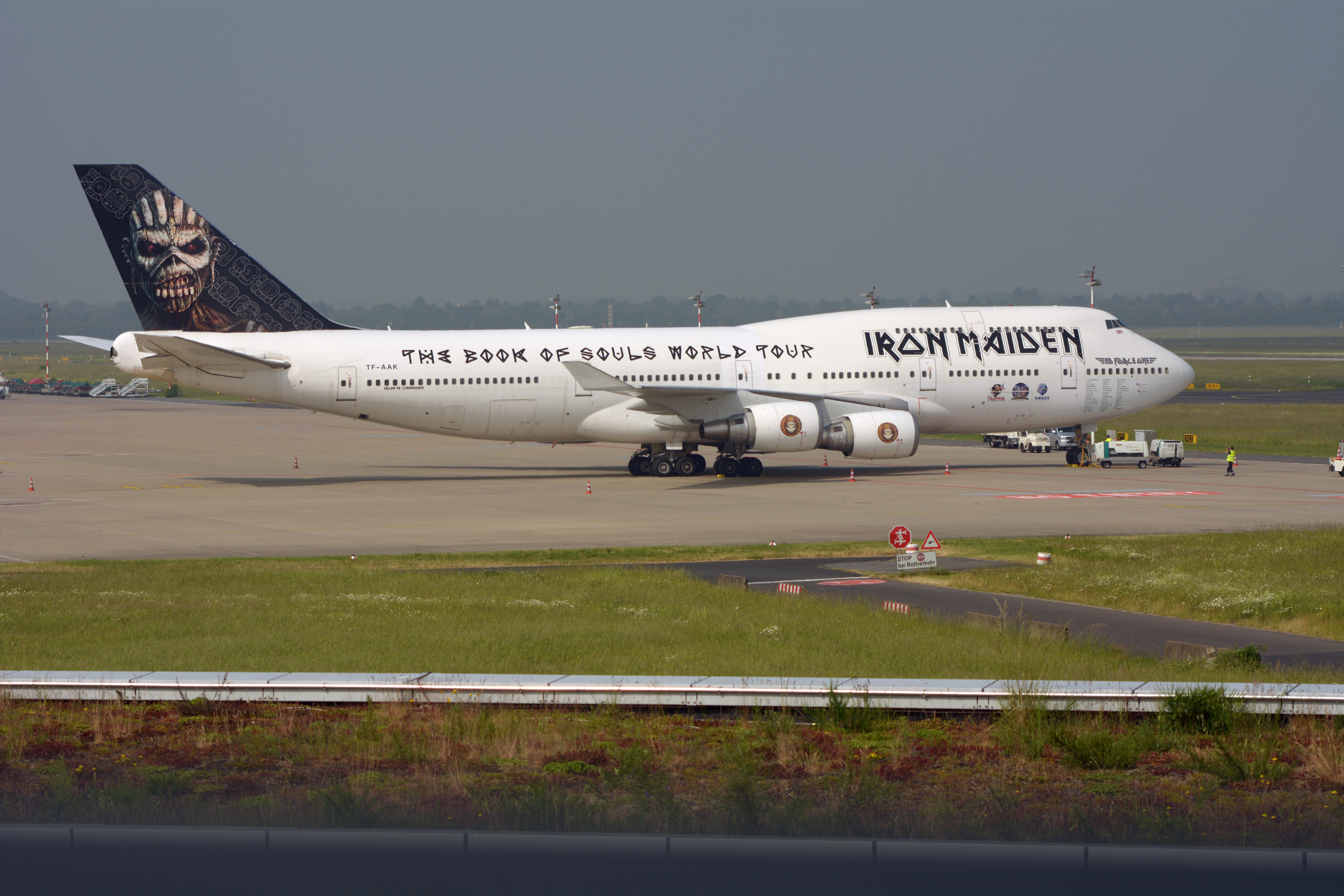
Ed Force One

- Seventh Tour Of A Seventh Tour - 1988
- No Prayer On The Road - 1990
- Fear Of the Dark Tour - 1992
- Real Live Tour - 1993
- The X Factour - 1995
- Virtual XI World Tour - 1998
- The Ed Hunter Tour - 1999
- Brave New World Tour - 2000
- Dance of Death World Tour - 2003
- Give Me Ed Til I'm Dead Tour - 2003
- Eddie Rips Up World Tour - 2005
- A Matter Of Life And Death World Tour - 2006
- Somewhere Back In Time World Tour - 2008
- The Final Frontier World Tour - 2010
- Maiden England North American Tour - 2012
- Maiden England European Tour - 2013/2014
- Book of Souls World Tour - 2016/2017
- Legacy of The Beast European Tour - 2018/2019 en 2022 (2020 en 2021 zijn afgelast in verband met de Coronapandemie)
- The Future Past Tour - 2023/2024
- Run For Your Lives World Tour - 2025/2026

## Trivia
- Zanger Bruce Dickinson werkt naast de band als verkeerspiloot en bestuurt Ed Force One, de Boeing 747 waarmee Iron Maiden de wereld rondreist.